# رام نمیشم
«رام نمیشم» تک‌آهنگی از هنرمند اهل ایالات متحده آمریکا مایلی سایرس است که در ۱۴ مه ۲۰۱۰ منتشر شد. این تک‌آهنگ در آلبوم رام‌نشدنی قرار داشت.
این تک‌آهنگ در چارت‌های والونیا در رتبه اول و در چارت‌های کانادا، فلاندرز، نیوزلند جزو ده ترانه اول قرار گرفت.